# Bruce Smith
Bruce Smith (* 25. prosince 1957) je anglický bubeník pocházející z Bristolu, který hrál v několika post-punkových skupinách, včetně The Pop Group, The Slits a Public Image Ltd.

## Kariéra
V roce 1977 se stal členem skupiny The Pop Group, kterou nedlouho předtím založil zpěvák Mark Stewart. Do jejího rozpadu v roce 1981 s kapelou Smith nahrál dvě studiová alba. V letech 1980 až 1982 dále působil ve skupině The Slits, s níž nahrál desku Return of the Giant Slits (1981). Také spolupracoval s Adrianem Sherwoodem v jeho projektu New Age Steppers, v němž zpíval Mark Stewart. V osmdesátých letech byla jeho manželkou krátce zpěvačka Neneh Cherry, se kterou v letech 1980 až 1983 hrál v kapele Rip Rig + Panic (v kapele dále hrál Gareth Sager, Smithův spoluhráč z The Pop Group).
V roce 1986 se stal členem kapely Johna Lydona Public Image Ltd. S tou nahrál alba Happy? (1987) a 9 (1989) a v roce 1990 ji opustil. Skupina se následně roku 1992 rozpadla a obnovena byla až roku 2009, a to i se Smithem v sestavě. Od roku 2010 byla také znovu aktivní kapela The Pop Group, která vydala dvě nová alba. Dále Smith spolupracoval například s Vivianem Stanshallem (album Sir Henry at N'didi’s Kraal, 1984), Terencem Trentem D'Arbym (Introducing the Hardline According to Terence Trent D'Arby, 1987), kapelou The The (Dusk, 1992) a také s islandskou zpěvačkou Björk (Debut, 1993).